# KVLY-Mast
Der KVLY-TV-Mast (ursprünglich als KTHI-TV-Mast bezeichnet) ist ein Fernsehsendemast in North Dakota, USA.
Mit einer Höhe von 629 Metern ist er derzeit das fünfthöchste Bauwerk der Erde nach dem 828 Meter hohen Burj Khalifa in Dubai, dem Merdeka 118 (678 Meter) in Kuala Lumpur, dem Tokyo Sky Tree (634 Meter) in Tokio und dem Shanghai Tower (632 Meter) in Shanghai, sowie das höchste der Vereinigten Staaten, außerdem das höchste auf dem amerikanischen Doppelkontinent. Die eigentliche Sendeantenne weist eine Länge von 34 Metern auf und befindet sich an der Spitze über der gitterförmigen Trägerkonstruktion, welche eine Höhe von 595 Metern aufweist.

## Geschichte
Fünf Kilometer westlich von Blanchard gelegen, wurde der KVLY-TV-Mast bei seiner Fertigstellung am 13. August 1963 zum höchsten Bauwerk der Erde. Er wurde ab dem Jahr 1974 um 18 Meter vom Langwellensender Sendemast Konstantynów in Konstantynów überragt, der am 8. August 1991 einstürzte, wodurch der KVLY-Mast wieder zum höchsten Bauwerk der Erde wurde und dies bis zum 31. Januar 2008 blieb, bis die Baustelle des Burj Khalifa ihn überholte.
Der Mast wurde von Hamilton Directors und Kline aus Stahl gebaut. Seine Bauzeit betrug 33 Tage, bei Baukosten von einer halben Million US-Dollar (4,4 Mio. Dollar nach heutiger Kaufkraft). Die Höhe der Turmspitze beträgt 629 Meter.
Eigentümer des Mastes ist die Meyer Broadcasting Company aus Bismarck, die mit einer Leistung von 316 kW auf dem Kanal 11 (was 199,25 MHz und einer Wellenlänge von ca. 1,5 m entspricht) ein analoges Fernsehprogramm in der Fernsehnorm NTSC für die Fernsehstation KVLY, einer Affiliate-Station von NBC, sendet, die ihren Sitz in Fargo hat. Das Versorgungsgebiet des KVLY-Mastes beträgt rund 77.700 km² und ist damit geringfügig größer als die Fläche Serbiens.
Das Rufzeichen des Fernsehsenders, für den dieser Mast errichtet wurde, lautete ursprünglich KTHI, wobei das „HI“ sich auf die Höhe des Mastes bezog. Die Mastspitze mit den Sendedipolen ist über einen Wartungsaufzug und eine Leiter erreichbar.
Die Zukunft und der schließliche Zusammenbruch der Mastanlage nach einem fiktiven Verschwinden der Menschheit wird in Folge 8 der 2. Staffel der Dokufiktion-Serie Zukunft ohne Menschen („Chaos am Himmel“, USA 2010) gezeigt.
Der zweithöchste Mast der Erde ist der nur einen Meter kleinere KXJB-TV-Mast, nur einige Kilometer entfernt.

## Ansichten

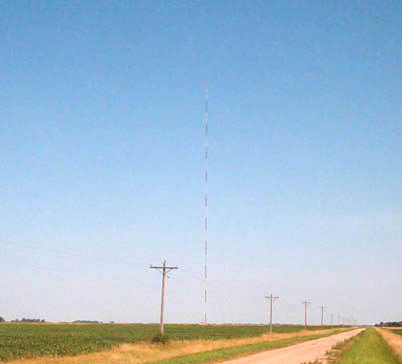
Der Mast aus ca. 1,5 Kilometer Entfernung
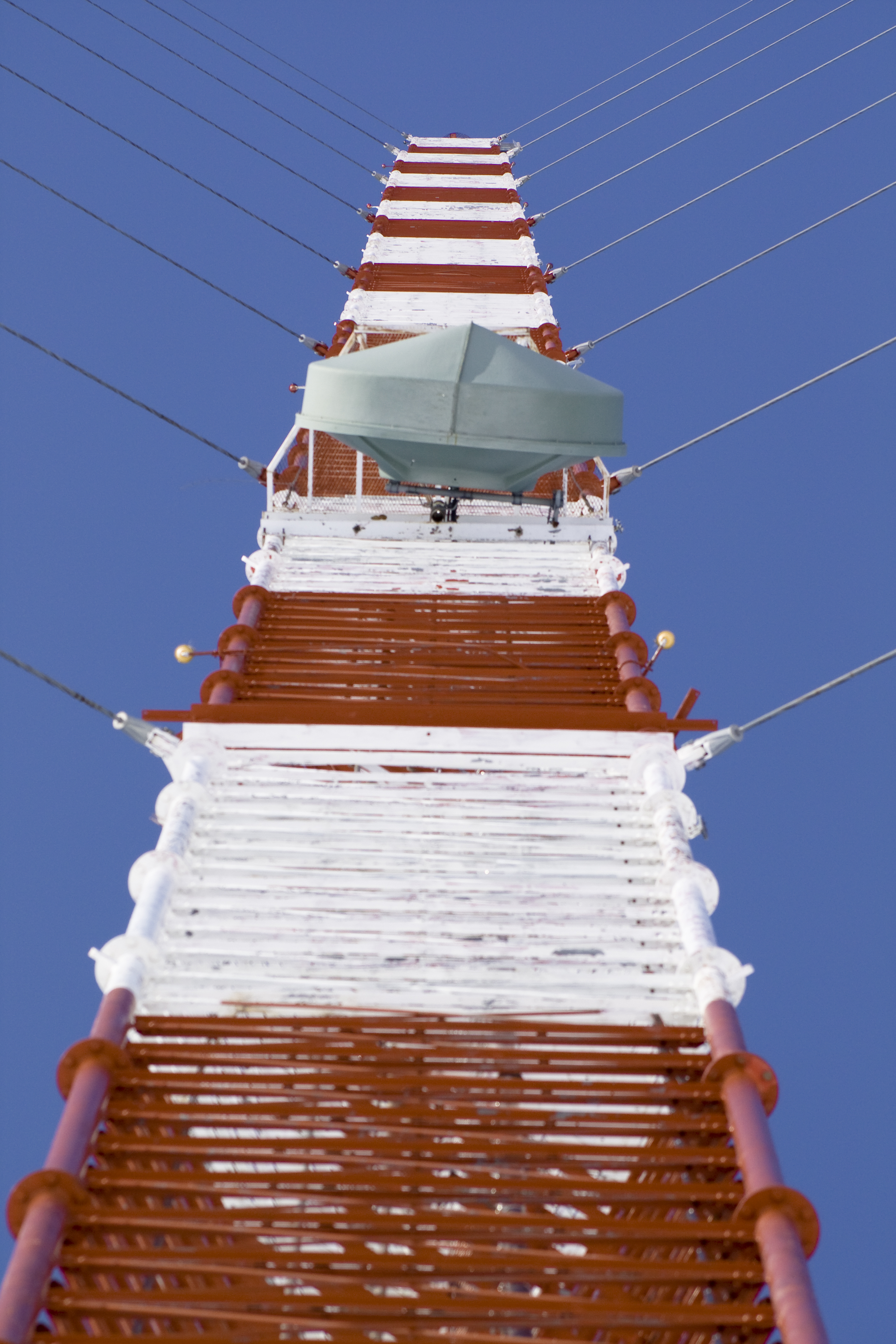
Blick vom Fuß des Masts nach oben
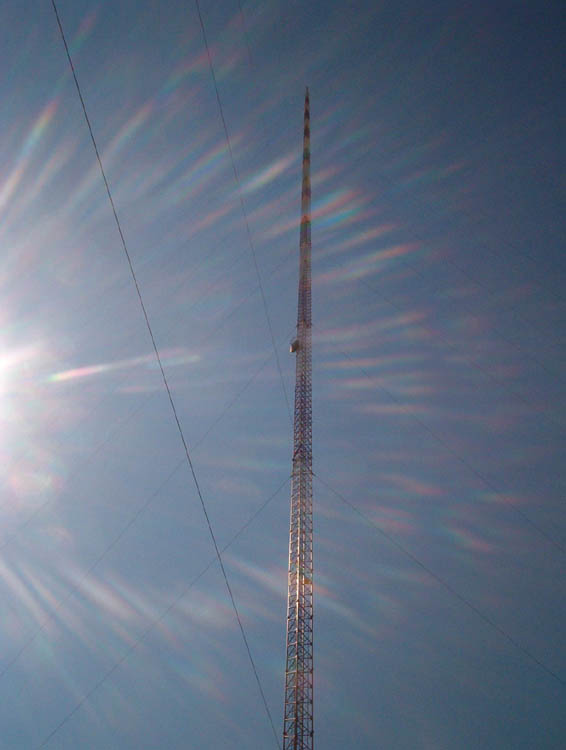
Ansicht von unten
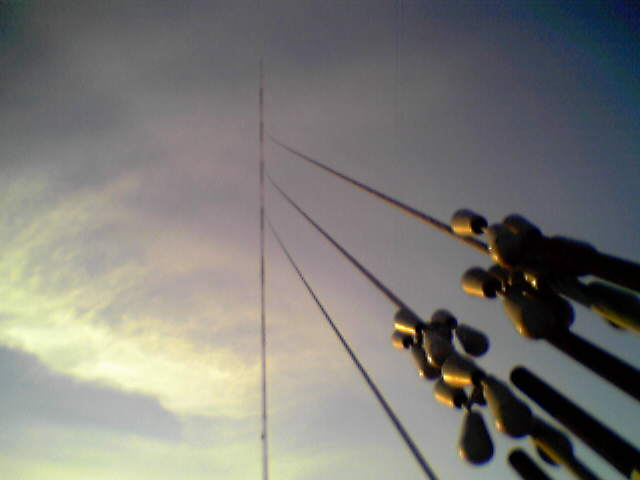
Halteseile mit dem Mast im Hintergrund
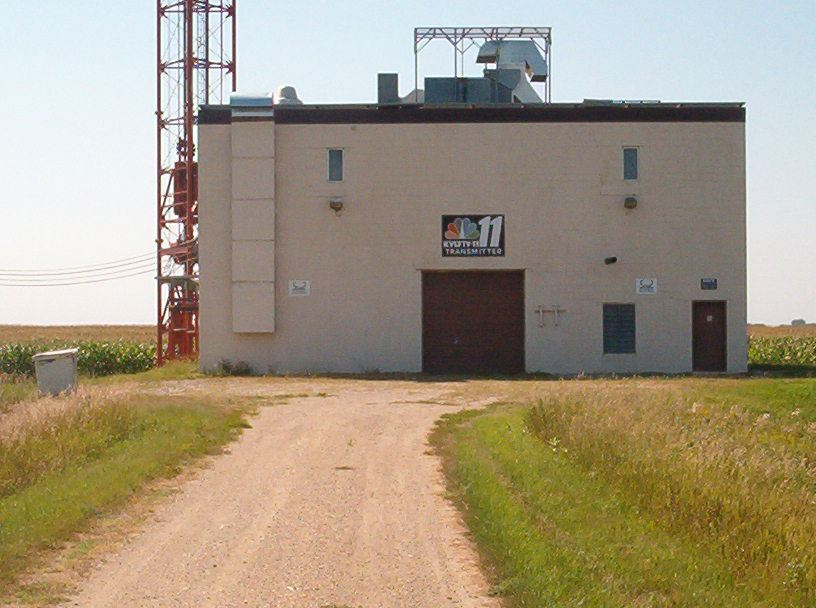
Die Bodenstation
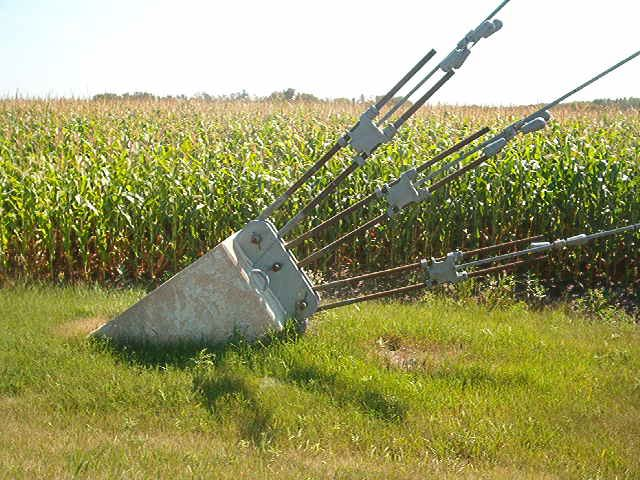
Die Verankerungen der Abspannseile
Größenvergleich mit KVLY-Mast